# Frente macedonio
En el marco de la Primera Guerra Mundial, el frente macedonio (o frente de Salónica) hace referencia al intento de ayudar al Reino de Serbia por parte de los Aliados (principalmente Francia, Italia y Reino Unido) en el otoño de 1915, frente al ataque combinado de los ejércitos de Alemania, Austria-Hungría y Bulgaria, como parte de la Campaña de Serbia de 1915.

## Surgimiento del frente macedonio

Surgimiento y evolución del frente como consecuencia de la invasión de Serbia, Montenegro y Albania por los Imperios Centrales.

El nuevo frente surgió como consecuencia del fallido intento de socorrer a Serbia, atacada en el otoño de 1915 por Alemania, Austria-Hungría y Bulgaria. Algunas divisiones francesas y británicas destacadas en los Dardanelos durante la batalla de Galípoli fueron enviadas al puerto griego de Salónica para tratar de auxiliar a las fuerzas serbias. Quince mil franceses y cinco mil británicos estaban en la zona el 9 de octubre; a final de mes, ya eran treinta mil. El mando conjunto se otorgó el 11 de octubre al general francés Maurice Sarrail, que había participado en la primera batalla del Marne al frente del Tercer Ejército. Sarrail trató en vano de tomar contacto con las unidades serbias en Demir Kapija, pero los búlgaros lo impidieron.
Al ser enviadas tardíamente y en escaso número, no lo lograron, pero sirvieron para crear un nuevo frente en torno a la ciudad griega. En diciembre de 1915, este nuevo frente contaba ya con noventa mil soldados británicos (cinco divisiones) y sesenta mil franceses (ocho divisiones). Sarrail decidió fortificar los alrededores de Salónica y encomendó la defensa de la zona occidental a los franceses y la de la oriental a los británicos, con los que debía colaborar la Armada.
Los dos bandos dedicaron los primeros meses de 1916 a reforzar sus posiciones y apenas se disputaron algunas escaramuzas. En este sentido, Sarrail ordenó volar el puente ferroviario de Demir Hissar el 12 de enero y se apoderó del fuerte griego de Karaburun, que dominaba la entrada del golfo termaico el 28 del mismo mes. Los Imperios centrales habían apostado sus unidades a lo largo de la frontera septentrional griega, una zona montañosa. Los restos del Ejército serbio que había logrado alcanzar Corfú llegaron en abril de 1916: ciento veinte mil soldados. Los italianos, que tenían la zona como parte de su área de influencia, enviaron también una división y los rusos, un puñado de hombres, en agosto y julio, respectivamente. Las fuerzas aliadas se limitaron hasta la primavera de 1916 a fortificar sus posiciones, casi inexpugnables. Sus posibilidades de acometer a las divisiones búlgaras situadas al norte de la ciudad, sin embargo, eran escasas. No solo las divisiones aliadas estaban aquejadas de enfermedades, en especial de malaria, sino que contaban con malas comunicaciones con el norte de la región y el enemigo controlaba las montañas. El general Maurice Sarrail, al mando de las divisiones aliadas, mantenía malas relaciones con el jefe del Ejército francés, Joseph Joffre, que le negó repetidamente los refuerzos que solicitaba para poder acometer al enemigo. El alto mando británico también se oponía a todo ataque y estuvo a punto incluso de retirar sus tropas de la zona.

## Operaciones en relación con Rumanía
Para facilitar la entrada en guerra de Rumanía, los Aliados prometieron atacar en Macedonia, para tratar de impedir que Bulgaria pudiese atacar el débil flanco sur de aquella. La operación debía comenzar el 20 de agosto, tres días después de la firma de la alianza militar en Bucarest, pero los búlgaros se adelantaron y acometieron a las fuerzas de la Entente el mismo día 17. El ataque búlgaro desbarató los planes aliados, que tuvieron que posponerse. El Primer Ejército búlgaro se apoderó de Flórina, en la zona occidental del frente, mientras que el Segundo Ejército cruzaron el Nestos, se apoderaron del noreste macedonio, penetraron en la llanura del Estrimón a través del desfiladero de Rupel y avanzaron hacia Serres desde Demir-Hissar. Los Aliados abandonaron la Macedonia oriental y se replegaron al oeste del Estrimón.
La esperada ofensiva comenzó por fin el 12 de septiembre. El 2 de octubre, las fuerzas de Sarrail se encontraban a unos veinticinco kilómetros de Monastir, que conquistaron el 19 de noviembre. Unidades serbias, francesas y rusas participaron en la operación, mientras las británicas sostenían la parte oriental del frente, entre el Estrimón y el Axios. Serbios y franceses recuperaron Flórina en el sector occidental, mientras que otras unidades serbias partieron de Ostrovo-Vodena el 20 de septiembre y se apoderaron del monte Kajmakchalan, quince kilómetros al norte. Seguidamente, los serbios cruzaron el Crna el 5 de octubre y fueron empujando al enemigo hacia el norte. Franceses y rusos abrieron brecha en la zona de Kenali, ya cerca de Monastir, al tiempo que los serbios flanqueaban la ciudad por el noreste y ponían en peligro la retirada del enemigo hacia Prilep. Esta amenaza llevó a alemanes y búlgaros a evacuar la ciudad. Sin reservas para continuar avanzando, la marcha aliada se estancó hasta el año siguiente.

## Ruptura del frente
Los mandos serbios propusieron un plan para dividir en dos a las unidades búlgaras, que el mando general aceptó tardíamente, en junio de 1918, cuando Franchet d'Espèrey lo asumió. La Ofensiva del Vardar comenzó con un intenso bombardeo el 14 de septiembre, al que siguió la acometida de la infantería el día siguiente. Una división serbia penetró en las líneas enemigas y para el día 17 el 2.º Ejército serbio y las dos divisiones francesas ya habían penetrado veinticinco kilómetros en territorio enemigo. Tras seis días de combates los Aliados alcanzaron el río Vardar y cortaron el ferrocarril que abastecía a las unidades enemigas. Las unidades búlgaras y alemanas se retiraron, perseguidas por las de los Aliados. Mientas que el 1.er Ejército serbio se encaminaba a través de Veles y Kumanovo hacia Belgrado, el segundo viró hacia el este, para marchar sobre Sofía, la capital búlgara. La imposibilidad de defenderla impelió al Gobierno búlgaro a solicitar el armisticio.

## Victoria aliada
La rendición búlgara se produjo el 29 de septiembre de 1918 en Salónica..El ejército británico se dirigió al este hacia el lado europeo del Imperio otomano, mientras que las fuerzas francesas y serbias continuaron hacia el norte y liberaron a Serbia, Albania y Montenegro. Serbia fue liberada a lo largo del mes siguiente, alcanzándose Belgrado el 1 de noviembre de 1918, tras escasos combates, ya que el ejército de las Potencias Centrales se había retirado al norte de la capital serbia.
Por motivos propagandísticos, unos pocos voluntarios serbios cruzaron la frontera austrohúngara, deteniéndose el avance de los dos ejércitos serbios (el I y II) en la frontera.
El 29 de octubre de 1918, tres días antes de la captura de Belgrado, el Consejo Nacional eslavo reunido en Zagreb declaró la independencia de los territorios de población eslava del sur del Imperio austrohúngaro, debilitando la posición austrohúngara.